# 代地
代地（だいち）とは、江戸幕府が江戸市中において強制的に収用した土地の代替地として市中に与えた土地のこと。町ごと収用する場合もあり、代地に移転・成立した町を代地町（だいちまち）という。

## 概要
江戸時代初期には江戸城や市街地の整備のために代地が行われることが多かったが、明暦の大火以後は火除地の設置など防災上の理由などの理由に行われた。こうした移転は大名屋敷や寺社・庶民の町屋などを問わず行われ、町全体が丸ごと1か所もしくは数か所に分散して移動させられる場合もあった。